# Paolo Barilla
Paolo Barilla (Milánó, 1961. április 20.) olasz autóversenyző, az 1985-ös Le Mans-i 24 órás verseny győztese.

## Pályafutása
1981-ben harmadikként zárta az olasz Formula–3-as bajnokságot. Az ezt követő években hosszútávú versenyeken, az európai Formula–2-es bajnokság, valamint a nemzetközi Formula–3000-es sorozat futamain indult.
1985-ben Klaus Ludwig és Louis Krages váltótársaként megnyerte a Le Mans-i 24 órás viadalt.
1989-ben rajthoz állt egy világbajnoki Formula–1-es futamon. Pierluigi Martinit helyettesítette a Minardinál a japán nagydíjon. 1990-ben tizennégy versenyen szerepelt. Ebből mindössze nyolc alkalommal tudta magát kvalifikálni a futamokra. Pontot egyszer sem szerzett, legjobb eredményét San Marinó-ban érte el, ahol tizenegyedik lett.

## Eredményei

### Le Mans-i 24 órás autóverseny
| Év   | Csapat            | Autó         | Váltótárs I.       | Váltótárs II.       | Eredmény | Megjegyzés |
| 1983 | Martini Racing    | Lancia LC2   | Alessandro Nannini | Jean-Claude Andruet | Kiesett  | Motorhiba  |
| 1984 | Martini Racing    | Lancia LC2   | Mauro Baldi        | Hans Heyer          | Kiesett  | Defekt     |
| 1985 | Joest Racing      | Porsche 956B | Klaus Ludwig       | Louis Krages        | Győzelem |            |
| 1986 | Joest Racing      | Porsche 956  | Klaus Ludwig       | Louis Krages        | Kiesett  | Motorhiba  |
| 1988 | Tom’s Team Toyota | Toyota 88C   | Hitoshi Ogawa      | Tiff Needell        | 24.      |            |
| 1989 | Tom’s Team Toyota | Toyota 89C   | Hitoshi Ogawa      | Ross Cheever        | Kiesett  | Motorhiba  |

### Teljes Formula–1-es eredménysorozata
(Táblázat értelmezése)

(Félkövér: pole-pozícióból indult; dőlt: leggyorsabb kört futott) 

| Év   | Csapat           | Modell       | Motor       | 1      | 2      | 3      | 4      | 5      | 6      | 7      | 8      | 9      | 10     | 11     | 12     | 13     | 14     | 15     | 16  | Helyezés | Pont |
| ---- | ---------------- | ------------ | ----------- | ------ | ------ | ------ | ------ | ------ | ------ | ------ | ------ | ------ | ------ | ------ | ------ | ------ | ------ | ------ | --- | -------- | ---- |
| 1989 | Minardi SpA      | Minardi M189 | Cosworth V8 | BRA    | SMR    | MON    | MEX    | USA    | CAN    | FRA    | GBR    | GER    | HUN    | BEL    | ITA    | POR    | ESP    | JPN Ki | AUS | -        | 0    |
| 1990 | SCM Minardi Team | Minardi M189 | Cosworth V8 | USA Ki | BRA Ki |        |        |        |        |        |        |        |        |        |        |        |        |        |     | -        | 0    |
| 1990 | SCM Minardi Team | Minardi M190 | Cosworth V8 |        |        | SMR 11 | MON Ki | CAN Nk | MEX 14 | FRA Nk | GBR 12 | GER Nk | HUN 15 | BEL Ki | ITA Nk | POR Nk | ESP Nk | JPN    | AUS | -        | 0    |

## Külső hivatkozások
- Profilja a grandprix.com honlapon (angolul)
- Profilja a statsf1.com honlapon (angolul)
- Profilja a driverdatabase.com honlapon (angolul)